# Bahnhof Cochem (Mosel)
Der Bahnhof Cochem (Mosel) ist eine Betriebsstelle der Bahnstrecke Koblenz–Trier in der Stadt Cochem.

## Lage
Der Bahnhof liegt an Streckenkilometer 47,7 der Moselstrecke in 90 m Höhe über NHN am Westhang des Moseltals. Die postalische Anschrift lautet Bahnhofsvorplatz 1 beziehungsweise Ravenéstraße 67. Der Bahnhof liegt im Verkehrsverbund Rhein-Mosel.

## Geschichte
Der Bahnhof ging 1877 als Endbahnhof der Strecke von Koblenz in Betrieb und wurde 1879 mit deren Verlängerung nach Trier zum Durchgangsbahnhof. Bis November 1945 trug er dabei die Bezeichnung „Kochem (Mosel)“.
Im Dezember 2014 strich die Deutsche Bahn die verbliebenen Intercity der Linie 35, seit Dezember 2017 verkehrt ein tägliches Zugpaar zwischen Düsseldorf Hauptbahnhof und Luxemburg, das jedoch nur zwischen Düsseldorf und Koblenz tariflich als Intercity verkehrt.

## Bauliche Anlagen

### Empfangsgebäude

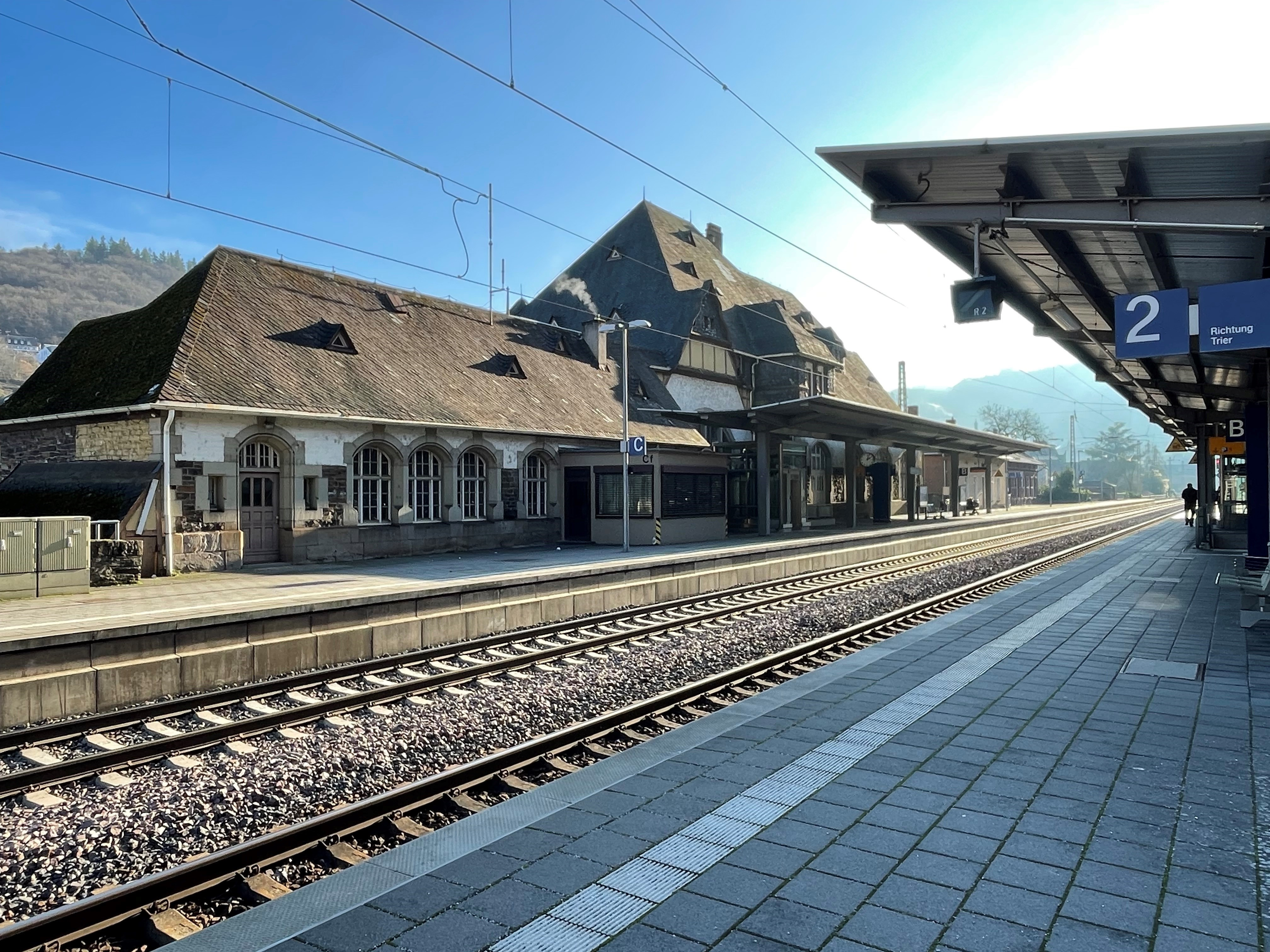
Bahnsteig Richtung Trier, Bahnhofshalle von hinten
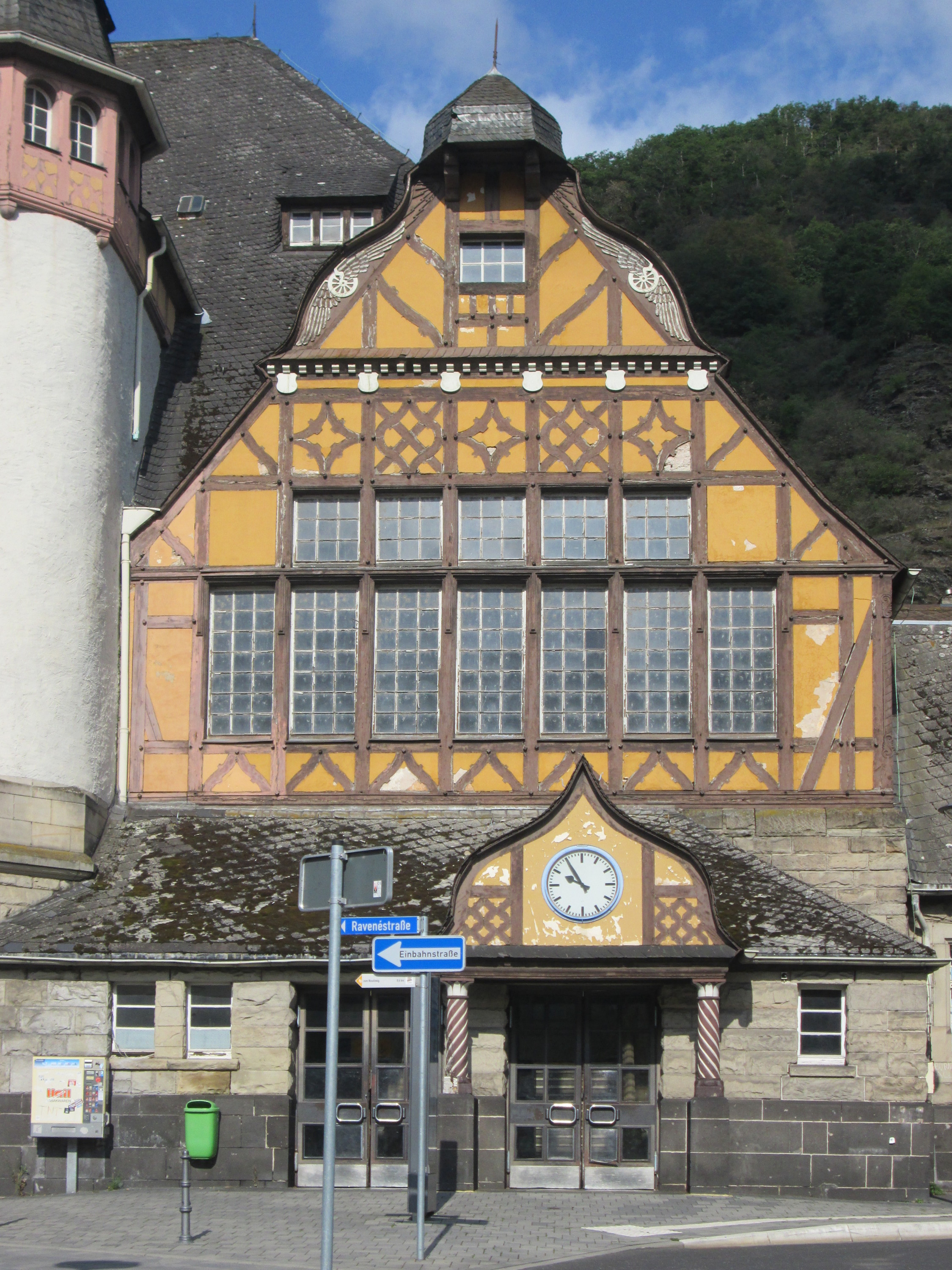
Bahnhofshalle, Ansicht von vorn
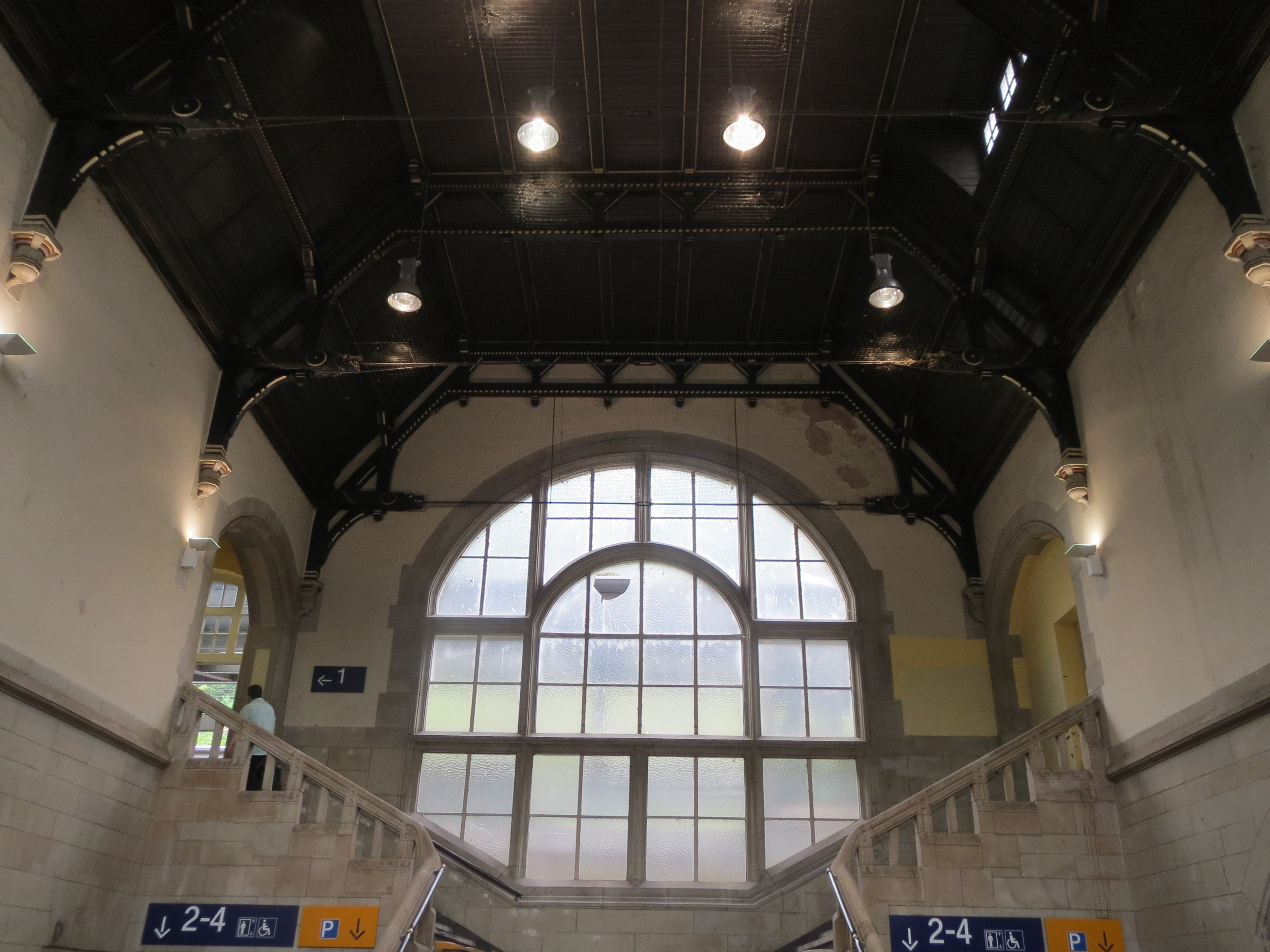
Bahnhofshalle

Das erste Empfangsgebäude war ein eher schlichter Fachwerkbau, das heutige Empfangsgebäude wurde 1905 gebaut. Architekt war der Regierungsbaumeister Hüter der Bauverwaltung der Preußischen Staatseisenbahnen. Er kombinierte malerisch Baugruppen aus Bruchstein und Fachwerk mit kleineren Flügeln und Anbauten in Formen der Neorenaissance. Zentral war eine Empfangshalle mit offenem Dachstuhl. Das Gebäude ist ein Hauptwerk des Heimatstils und ein Kulturdenkmal aufgrund des Denkmalschutzgesetzes von Rheinland-Pfalz. Seit Jahren ist das Gebäude in einem vernachlässigten Zustand, obwohl es 2013 von einem privaten Investor übernommen wurde. Ende November 2015 hieß es in einer Pressemeldung, die Eigentümergesellschaft habe die Sanierung zugesichert. Außerdem sollten in dem Gebäude Wohnungen, Ladenlokale und Büroflächen entstehen. Ende 2016 sei alles fertig. 2017 wurde bei der Stadt ein Bauantrag gestellt; seitdem verfällt der Bahnhof immer weiter. Fangnetze in der Eingangshalle schützen vor herabfallenden Teilen.

### Übrige Infrastruktur

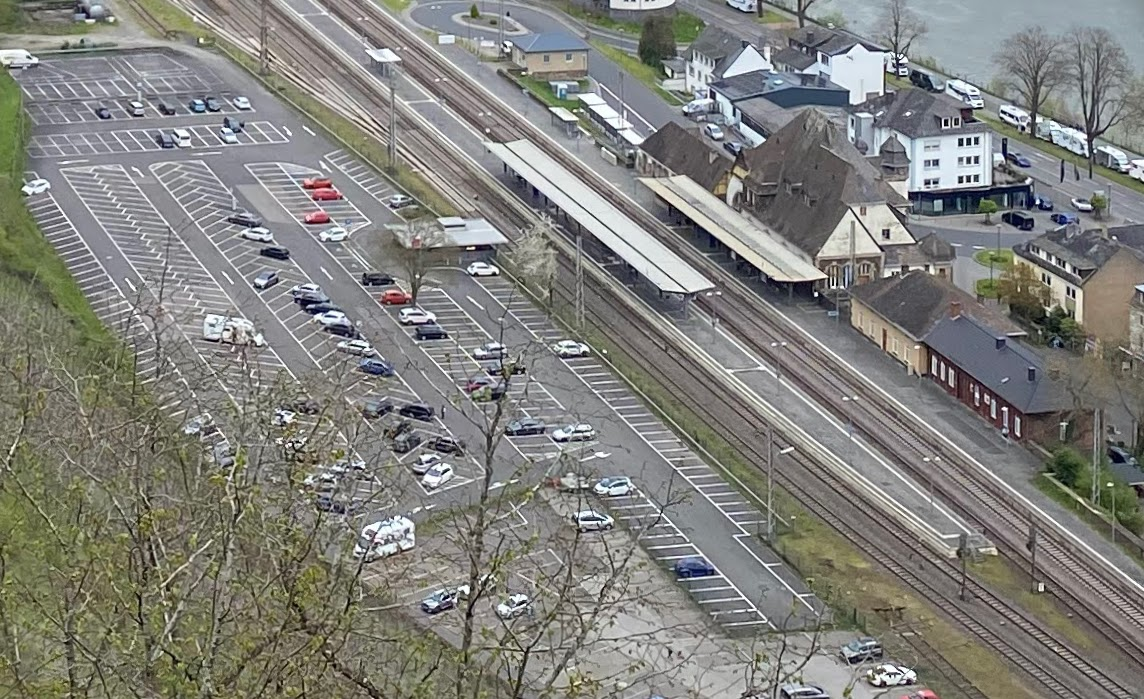
Die Gleisanlagen sowie der angrenzende Parkplatz

Die Gleisanlagen des Bahnhofs bestehen aus den beiden durchgehenden Hauptgleisen und je einem Überholgleis. Es gibt einen Hausbahnsteig, der am Empfangsgebäude und dem östlichen Überholungsgleis liegt, sowie einen Mittelbahnsteig zwischen den Hauptgleisen. Das westliche Überholgleis hat keinen Bahnsteig.

## Verkehr
| Linie                  | Bezeichnung     | Verlauf | Taktfrequenz                                                                               |
| ---------------------- | --------------- | --- | ------------------------------------------------------------------------------------------ |
| IC37                   |                 | Düsseldorf – Köln – Bonn – Koblenz – Cochem (Mosel) – Bullay – Wittlich – Schweich – Trier – Wasserbillig – Luxemburg (Die Züge verkehren zwischen Koblenz und Luxemburg als RE.) | ein Zugpaar täglich (entfällt ab Dezember 2025)                                            |
| RE 1                   | Südwest-Express | Koblenz – Treis-Karden – Cochem (Mosel) – Bullay – Wittlich – Schweich – Trier – Saarbrücken – Homburg – Kaiserslautern – Ludwigshafen Mitte – Mannheim                           | 60 min                                                                                     |
| RE 11                  | De-Lux-Express  | Koblenz – Treis-Karden – Cochem (Mosel) – Bullay – Wittlich – Schweich – Trier – Wasserbillig – Sandweiler-Contern – Luxemburg                                                    | 60 min                                                                                     |
| RB 81                  | Moseltal-Bahn   | Koblenz – Treis-Karden – Cochem (Mosel) – Bullay – Wittlich – Schweich – Trier | 60 min, in der Hochverkehrszeit zusätzliche Verstärker zwischen Koblenz und Cochem (Mosel) |
| Stand: 16. August 2024 |                 | |                                                                                            |

Darüber hinaus verkehren einige regionale Buslinien.